# Remix Dystemper
Remix Dystemper è il primo album di remix del gruppo musicale canadese Skinny Puppy, pubblicato il 20 ottobre 1998 dalla Nettwerk.

## Tracce
1. Rodent (Ken 'Hiwatt' Marshall Remix) (DDT Mix) – 7:11
2. Addiction (Günter Schulz of KMFDM Remix) (Opium Mix) – 6:35
3. Smothered Hope (Ogre and Mark Walk Remix)) – 3:33
4. Killing Game (Autechre Remix) (Bent Mix) – 5:11
5. Love in Vein (Neotropic Remix) (Go Girl Trio Mix) – 5:11
6. Worlock (Rhys Fulber Remix) (Eye of the Beholder Mix) – 6:50
7. Spasmolytic (Deftones Remix) (Habitual Mix) – 4:32
8. Tin Omen (Adrian Sherwood Remix) (Main Mix) – 7:32
9. Testure (God Lives Underwater Remix) – 5:16
10. Dig It (Mark Walk Remix) – 2:44
11. Assimilate (Chris Vrenna Remix) (Tweaker Mix) – 6:22
12. Censor (Guru Remix) (The Gutter Mix) – 4:04
13. Chainsaw (Josh Wink Remix) – 9:41